# 21722 Rambhia
21722 Rambhia è un asteroide della fascia principale. Scoperto nel 1999, presenta un'orbita caratterizzata da un semiasse maggiore pari a 2,3482102 UA e da un'eccentricità di 0,0908363, inclinata di 5,73411° rispetto all'eclittica.